# Baso Chökyi Gyaltsen
Baso Chökyi Gyaltsen (tibétain : བ་སོ་ཆོས་ཀྱི་རྒྱལ་མཚན, Wylie : ba so chos kyi rgyal mtshan, THL : baso chökyi gyaltsen ; translittération en chinois : 巴索·曲吉坚参 ; pinyin : bāsuǒ qǔjí jiāncān ; Wade : Pa-so Ch'ui-chi chia-le-ts'an), né en 1402, décédé en 1473, est la première incarnation (à titre posthume) de la lignée des Tatsak (des Khutuktu) et le 6e ganden tripa.

## Biographie
Il devient ganden tripa en 1463, une fonction qu'il assume jusqu'à sa mort en 1473.